# Mail.ru

Sigla Mail

Mail este cel mai mare serviciu de e-mail gratuit din Rusia.
Afacerea a fost inițial deținută de Port.ru, o companie fondată în 1998 de Eugene Goland, Mihail Zaitsev și Alexei Krivenkov. Mail s-a extins rapid și a ajuns pe prima poziție în Rusia.
Mail.ru a început a opera sub această denumire în data de 16 octombrie 2001.

## Statistici
- Potrivit datelor Alexa, Mail.ru este cel mai popular website rusesc. [1]
- Potrivit datelor din noiembrie 2005 numărul utilizatorilor depășește 30 de milioane și este în creștere.
- În ianuarie 2007, 30% din acțiunile Mail.ru au fost cumpărate de către o companie din Africa de Sud pentru 165 milioane de dolari. [2]
- Grișin a destăinuit că alți doi acționari sunt Digital Sky Technologies (DST) și Tiger Global Management (TGM).

## Servicii oferite
- Otvet.mail.ru — Întrebări și răspunsuri.
- Blog.mail.ru — Blogs.
- Foto.mail.ru — Imagini.
- Video.mail.ru — Video.
- Games.mail.ru — Jocuri Online.
- My.mail.ru — rețea de socializare.